# Billet de 500 francs Colbert
Pour les articles homonymes, voir 500 francs.
Recto
Verso
Chronologie
Billet de 500 francs La Paix 500 francs Chateaubriand
Le 500 francs Colbert est un billet de banque en francs français créé par la Banque de France le 14 janvier 1943 pour succéder au 500 francs La Paix mais il n'est pas mis en circulation.

## Historique
La conception du billet de 500 francs Colbert débute en 1939 avec la recherche d'une réduction de la consommation de papier filigrané. Le billet à l'effigie de Jean-Baptiste Colbert est créé début janvier 1943,. Trois millions d'exemplaires de ce billet ont été produits mais ils n'ont pas été mis en circulation. Ils sont restés en réserve d'où le nom de Type 43 Réserve également attribué à ce billet,.
En 1946, un million d’exemplaires sont surchargés des mentions « Cinq cent piastres » et « Trésor aux armées » afin d’être utilisés pour l’Indochine française : là encore, la mise en circulation fut suspendue.

## Description
Conçu dès 1939, le billet de 500 francs Colbert arbore en septembre de cette année, au verso la mention « Par sa marine et par ses colonies, la France éclaire le monde ». Les différents échecs de la marine française rendront obsolète cette mention. Sa création finale date du 14 janvier 1943 sur un dessin de Lucien Jonas et une gravure effectuée par Georges Beltrand. La taille douce est réalisée par Jules Piel. Le filigrane représente un soleil stylisé en forme de visage.
Parmi les exemplaires existants, on retrouve les épreuves spécimens 000, les billets avec la date du 14 janvier 1943 au verso. Une version a existé avec la date du 10 février 1944 mais aucun ne subsiste,. Certaines coupures comportent une surcharge de la Trésorerie aux Armées.